# Dichromodes explanata
Dichromodes explanata är en fjärilsart som beskrevs av Walker 1861. Dichromodes explanata ingår i släktet Dichromodes och familjen mätare. Inga underarter finns listade i Catalogue of Life.